# منتكادة

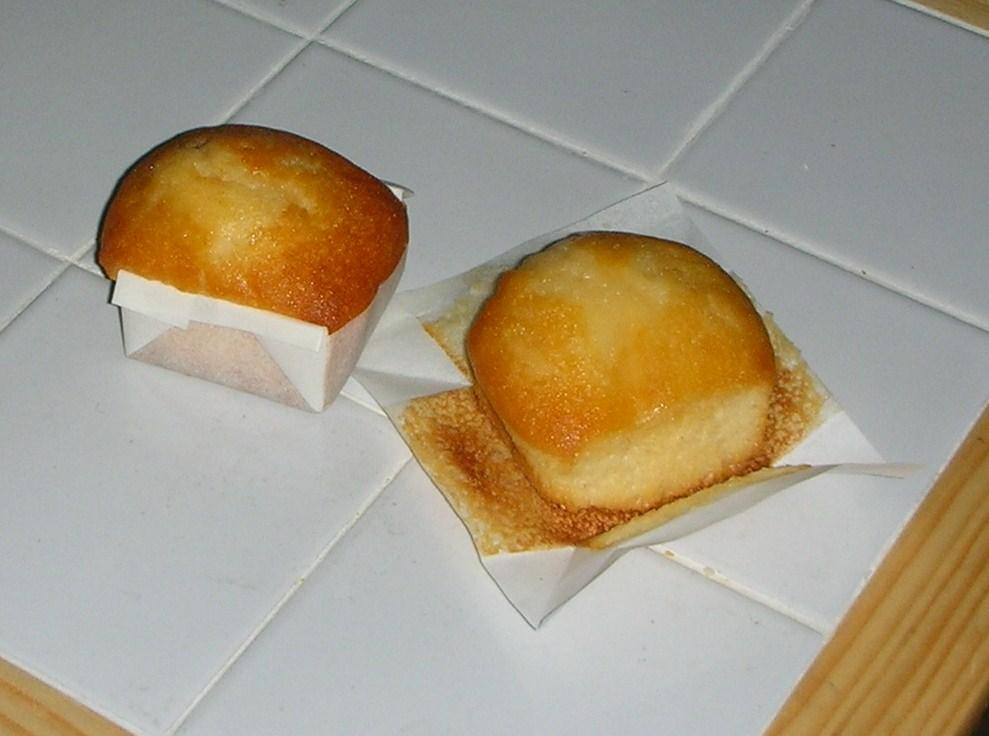
منتكادة تجارية

المَنتِكادة هي معجنات إسفنجية منشؤها إسبانيا. ربما تكون أشهر المَنتِكادة المعروفة هي من شمال غرب إسبانيا لأنها منتج تقليدي لمدينة أسترقة في مقاطعة ليون ولبلدية مرجترية القريبة. طعمها يشبه إلى حد كبير كعكة الرطل. وتحضير مناطق غيرها في إسبانية هذه الحلوى.